# Kauhiakama
Kauhiakama (Kauhi-a-Kama) bio je kralj havajskog otoka Mauija.
Iz starih legendi se saznaje da je bio sin i nasljednik kralja Kamalalawalua, ali je imao stariju braću i dvije sestre. Njegova majka je bila kraljica Piʻilaniwahine I.
Kauhiakama je oženio plemkinju Kapukini III., kćer poglavice Makakaualiʻija. Njihovo dijete je bio kralj Kalanikaumakaowākea.
Kauhiakama je pokušao izvršiti invaziju na otok Oahu. Nije uspio te je tamo ubijen. Sin ga je naslijedio.